# Dazhou (socken i Kina, Hunan)
Dazhou (kinesiska: 大洲, 大洲乡) är en socken i Kina. Den ligger i provinsen Hunan, i den södra delen av landet, omkring 100 kilometer nordost om provinshuvudstaden Changsha. Antalet invånare är 18888. Befolkningen består av 8 904 kvinnor och 9 984 män. Barn under 15 år utgör 20,0 %, vuxna 15-64 år 70 %, och äldre över 65 år 9,0 %.
Genomsnittlig årsnederbörd är 2 096 millimeter. Den regnigaste månaden är maj, med i genomsnitt 390 mm nederbörd, och den torraste är oktober, med 59 mm nederbörd.